# Anton Wolf (duhovnik)
Anton Wolf, slovenski rimskokatoliški duhovnik in leksikograf, * 19. januar 1802, Šempeter v Savinjski dolini, † 26. april 1871, Kristan Vrh.

## Življenje in delo
Oče mu je bil dacar Anton st., mati mu je bila Lucija (rojena Janežič). Gimnazijo je obiskoval v Celju, filozofijo in eno leto bogoslovja je študiral v Gradcu (1820–1823), ter nadaljeval s študijem bogoslovja v Celovcu, kjer je bil tudi posvečen v duhovnika (1826). Služboval je kot kaplan v Sv. Križu pri Rogaški Slatini (1826–1832), bil kratek čas upravitelj (oskrbnik) v Bučah, od 1832 do smrti pa župnik na Kristan Vrhu.
Bil je vnet rodoljub. V ilirski krog ga je pritegnil prijatelj Š. Kočevar. Postal je član »štajerske akademije«, ki si je postavila za nalogo izdelati »Ilirski slovar, v katerem bi dobila svoje mesto tudi slovenščina. Ker so si člani razdelili delo po abecedi, je verjetno, da je Wolf obdeloval gesla zadnjih črk. Slovar so pripravljali od 1843–1848, a ga niso končali. Vse gradivo je bilo 1849 oddano Slovenskemu društvu v Ljubljani in uporabljeno pri Cigaletovem nemško-slovenskem slovarju, znanem kot »Wolfov slovar«, ker ga je finančno omogočil ljubljanski škof A. A. Wolf.« 
Anton Wolf je nabiral ljudske pesmi za Stanka Vraza, poskrbel, da so vasi njegove župnije dobile slovenska imena, zaslužen je tudi za razvoj šole na Kristan Vrhu (1863 sezidal novo poslopje). Kot umen gospodar je zasadil veliko novih vinogradov. Leta 1848 je bil predlagan za kandidata v dunajski državni zbor, 1864 pa je bil med ustanovnimi člani Slovenske matice.